# Charakteristická funkce (teorie pravděpodobnosti)
Charakteristická funkce je v teorii pravděpodobnosti a matematické statistice jedna z funkcí náhodné veličiny. Využívá se (mimo jiné) pro charakterizaci a určování vlastností náhodných veličin a při zkoumání limitního chování a limitních vět náhodných veličin.
Charakteristická funkce zcela určuje rozdělení pravděpodobnosti náhodné veličiny. Pokud existuje hustota pravděpodobnosti náhodné veličiny, pak je charakteristická funkce Fourierovou transformací této hustoty.
Každá náhodná veličina má svou charakteristickou funkci, tedy jinak řečeno – charakteristická funkce náhodné veličiny existuje vždy. V tom se liší například od momentové vytvořující funkce, která není definována pro všechny náhodné veličiny.

## Definice
Nechť {\displaystyle X} je náhodná proměnná a nechť {\displaystyle F(x)} je její distribuční funkce. Komplexní funkce reálné proměnné {\displaystyle \varphi _{X}(t):\mathbb {R} \rightarrow \mathbb {C} } definovaná vztahem:
{\displaystyle \varphi _{X}(t)=E\left[e^{itX}\right]=\int _{-\infty }^{\infty }e^{itx}dF(x)\quad \left(=\int _{-\infty }^{\infty }e^{itx}f_{X}(x)\,dx\right)}
je charakteristická funkcí náhodné veličiny {\displaystyle X}.
V uvedeném vztahu písmeno {\displaystyle i} označuje tzv. imaginární jednotku ({\displaystyle i^{2}=-1}), {\displaystyle \mathbb {R} } je množina reálných čísel, {\displaystyle \mathbb {C} } je množina komplexních čísel a {\displaystyle t\in \mathbb {R} }. Symbol {\displaystyle f_{X}(x)} v závorce na konci vztahu označuje hustotu náhodné veličiny. Poslední rovnost ovšem platí pouze v případě, že hustota náhodné veličiny existuje (pokud neexistuje, pak samozřejmě nemůžeme charakteristickou funkci pomocí ní vyjádřit).
Díky známému vztahu
{\displaystyle e^{it}=cos(t)+isin(t)}
můžeme charakteristickou funkci vyjádřit takto:
{\displaystyle \varphi _{X}(t)=E\left[e^{itX}\right]=E\left[cos(tX)\right]+iE\left[sin(tX)\right]=\int _{-\infty }^{\infty }cos(tx)dF(x)+i\int _{-\infty }^{\infty }sin(tx)\,dF(x)}
Pokud je uvažována náhodná veličina {\displaystyle X} diskrétní, pak platí:
{\displaystyle \varphi _{X}(t)=\sum _{k}e^{itx_{k}}P\left[X=x_{k}\right]=\sum _{k}cos(tx_{k})P\left[X=x_{k}\right]+i\sum _{k}sin(tx_{k})P\left[X=x_{k}\right]}

### Zobecnění
Předchozí definice se dá zobecnit i pro složitější (jiné než jednorozměrné) náhodné veličiny.
- Pokud uvažujeme následující náhodný vektor {\displaystyle X^{T}=(X_{1},\cdots ,X_{n})}, pak jeho charakteristická funkce je definována takto:

{\displaystyle \varphi _{X}(t_{1},\cdots ,t_{n})=E\left[e^{i\sum _{i=1}^{n}t_{i}X_{i}}\right]=E\left[e^{it^{T}X}\right]}
Kde {\displaystyle t^{T}=(t_{1},\cdots ,t_{n})}.
- Pokud {\displaystyle X} je náhodná matice typu {\displaystyle k\times p}, pak pro {\displaystyle t\in R^{k\times p}} pak platí:

{\displaystyle \varphi _{X}(t)=E\left[e^{i\operatorname {tr} (t^{T}X)}\right]}
- V případě, že {\displaystyle X} je komplexní náhodná proměnná a {\displaystyle t\in \mathbb {C} }, pak pro charakteristickou funkci platí následující vztah:

{\displaystyle \varphi _{X}(t)=E\left[e^{i\operatorname {Re} ({\overline {t}}X)}\right]}
- V případě, že {\displaystyle X} je komplexní náhodný vektor a {\displaystyle t\in \mathbb {C} ^{k}}, pak pro jeho charakteristickou funkci platí zase následující vztah:

{\displaystyle \varphi _{X}(t)=E\left[e^{i\operatorname {Re} (t^{*}X)}\right]}
- A v případě, že {\displaystyle X} je stochastický (náhodný) proces, pak pro každou funkci {\displaystyle t(s)} takovou, že integrál {\displaystyle \int _{\mathbb {R} }t(s)X(s)\,ds} konverguje pro téměř všechny realizace {\displaystyle X}, platí následující:

{\displaystyle \varphi _{X}(t)=E\left[e^{i\int _{\mathbb {R} }t(s)X(s)ds}\right]}
V předchozím značení použité symboly vyjadřují:
- {\displaystyle \{.\}^{T}} Označuje transpozici (provedenou na matici nebo vektor)
- {\displaystyle tr(.)} Označuje stopu matice (zkratka z anglického slova trace)
- {\displaystyle Re(.)} Označuje reálnou část komplexního čísla
- {\displaystyle {\bar {z}}} Označuje komplexně sdružené číslo
- {\displaystyle *} Označuje konjugovanou transpozici (v tomto případě komplexního vektoru), tedy: {\displaystyle z^{*}={\bar {z}}^{T}}

### Označení charakteristické funkce
Různí autoři označují charakteristickou funkci různými řeckými písmeny, např.:
- {\displaystyle \varphi _{X}(t)}
- {\displaystyle \psi _{X}(t)}

## Vlastnosti charakteristické funkce
Charakteristická funkce má několik důležitých vlastností. Jednou z těchto vlastností je, že charakteristická funkce v bodě 0 je rovna 1, tedy matematicky zapsáno: {\displaystyle \varphi _{X}(0)=1}.
Platnost této rovnosti se dá ukázat následujícím postupem:
{\displaystyle \varphi _{X}(0)=E\left[e^{i.0.X}\right]=\int _{-\infty }^{\infty }e^{i.0.x}dF(x)=\int _{-\infty }^{\infty }1.dF(x)=\int _{-\infty }^{\infty }dF(x)=1}
Další vlastností je, že charakteristická funkce je ohraničena, tedy: {\displaystyle |\varphi _{X}(t)|\leq 1} pro všechna {\displaystyle t\in \mathbb {R} }.
Pro charakteristickou funkci ze záporného argumentu zase platí následující: {\displaystyle \varphi _{X}(-t)={\bar {\varphi _{X}(t)}}} pro všechna {\displaystyle t\in R}, kde {\displaystyle {\bar {\varphi _{X}(t)}}} vyjadřuje komplexně sdružené číslo k číslu {\displaystyle \varphi _{X}(t)}
Charakteristická funkce {\displaystyle \varphi _{X}(t)} je stejnoměrně spojitá na množině reálných čísel {\displaystyle \mathbb {R} }
Charakteristická funkce {\displaystyle \varphi _{X}(t)} je také pozitivně semidefinitní, tedy platí:
{\displaystyle \sum _{i=1}^{n}\sum _{j=1}^{n}\lambda _{i}{\bar {\lambda _{i}}}\varphi _{X}\left(t_{i}-t_{j}\right)\geq 0}
Přičemž nerovnost platí pro libovolná komplexní čísla {\displaystyle \lambda _{1},\cdots ,\lambda _{n}} a libovolná reálná čísla {\displaystyle t_{1},\cdots ,t_{n}}, pro {\displaystyle n\geq 1}. Symbol {\displaystyle {\bar {\lambda _{i}}}} označuje komplexně sdružené číslo k číslu {\displaystyle \lambda _{i}}.
Existuje vztah mezi charakteristickými funkcemi náhodných proměnných a distribučními funkcemi náhodných proměnných. Tedy pokud máme dvě náhodné proměnné {\displaystyle X_{1}} a {\displaystyle X_{2}}, pak platí následující:
{\displaystyle F_{X_{1}}=F_{X_{2}}\ \Leftrightarrow \ \varphi _{X_{1}}=\varphi _{X_{2}}}
Pokud existuje hustota {\displaystyle f(x)} náhodné veličiny {\displaystyle X},
přičemž tato náhodná veličina má distribuční funkci {\displaystyle F(x)}, pak lze
charakteristickou funkci této náhodné veličiny vyjádřit i v následujícím tvaru:
{\displaystyle \varphi _{X}(t)=\int _{-\infty }^{\infty }e^{itx}f(x)dx=\int _{-\infty }^{\infty }cos(tx)f(x)dx+i\int _{-\infty }^{\infty }sin(tx)f(x)\,dx}
Pro charakteristickou funkci součtu náhodných veličin, tedy pro takovou náhodnou veličinu {\displaystyle Y}, která je součtem {\displaystyle n} nezávislých náhodných veličin: {\displaystyle Y=\sum _{i=1}^{n}X_{i}} platí vztah:
{\displaystyle \varphi _{Y}(t)=\varphi _{\sum _{i=1}^{n}X_{i}}(t)=\prod _{i=1}^{n}\varphi _{X_{i}}(t)}
Pro náhodnou veličinu následujícího tvaru: {\displaystyle Y=aX+b} zase platí:
{\displaystyle \varphi _{Y}(t)=e^{itb}\varphi _{X}(at)}
Pomocí charakteristické funkce se dají poměrně jednoduše vypočítat i momenty náhodných veličin (pokud tyto samozřejmě existují). Předpokládejme, že pro {\displaystyle k=1,2,\cdots ,j} , {\displaystyle j\geq 1} je {\displaystyle E\left(|X|^{k}\right)<\infty }. Pak víme, že k-té derivace, které označíme {\displaystyle \varphi ^{k}} funkce {\displaystyle \varphi } existují a platí pro ně následující vztah:
{\displaystyle \varphi _{X}^{k}(0)=i^{k}E\left(X^{k}\right)}

## Existence charakteristické funkce
Každá náhodná veličina má svou charakteristickou funkci, tedy jinak řečeno – charakteristická funkce náhodné veličiny existuje vždy. V tom se liší například od momentové vytvořující funkce, která není definována pro všechny náhodné veličiny.
Pokud tedy máme libovolnou náhodnou veličinu {\displaystyle X} a {\displaystyle t\in \mathbb {R} }, pak určitě víme, že pro každé {\displaystyle t\in \mathbb {R} } platí (např. Pro funkci kosinus), že: {\displaystyle |cos(tx)|\leq 1} (analogicky pro funkci sinus) . Tedy určitě víme, že funkce {\displaystyle e^{itx}}, {\displaystyle cos(tx)} a {\displaystyle sin(tx)} jsou spojité a ohraničené na množině {\displaystyle \mathbb {R} }. Z toho tedy dostáváme následující:
{\displaystyle E\left[e^{itx}\right]=\int _{-\infty }^{\infty }e^{itx}dF(x)<\infty }
{\displaystyle E\left[cos(tx)\right]=\int _{-\infty }^{\infty }cos(tx)dF(x)<\infty }
{\displaystyle E\left[sin(tx)\right]=\int _{-\infty }^{\infty }sin(tx)dF(x)<\infty }
Tedy Lebesgueovy-Stieltjesovy integrály existují a jsou konečné, ohraničené.

## Příklady
Pro konkrétní rozdělení pravděpodobnosti má charakteristická funkce následující vyjádření:
| Rozdělení pravděpodobnosti                                        | Charakteristická funkce                                     |
| ----------------------------------------------------------------- | ----------------------------------------------------------- |
| Degenerované rozdělení {\displaystyle \delta _{a}}                | {\displaystyle e^{ita}}                                     |
| Alternativní rozdělení {\displaystyle Alt(p)}                     | {\displaystyle 1-p+pe^{it}}                                 |
| Binomické rozdělení {\displaystyle Bin(n,p)}                      | {\displaystyle (1-p+pe^{it})^{n}}                           |
| Negativní binomické rozdělení {\displaystyle NBin(r,p)}           | {\displaystyle \left({\frac {1-p}{1-pe^{i\,t}}}\right)^{r}} |
| Poissonovo rozdělení {\displaystyle Poi(\lambda )}                | {\displaystyle e^{\lambda (e^{it}-1)}}                      |
| Rovnoměrné rozdělení {\displaystyle R(a,b)}                       | {\displaystyle {\frac {e^{itb}-e^{ita}}{it(b-a)}}}          |
| Laplaceovo rozdělení {\displaystyle L(\mu ,b)}                    | {\displaystyle {\frac {e^{it\mu }}{1+b^{2}t^{2}}}}          |
| Normální rozdělení {\displaystyle N(\mu ,\sigma ^{2})}            | {\displaystyle e^{it\mu -{\frac {1}{2}}\sigma ^{2}t^{2}}}   |
| Χ² rozdělení {\displaystyle \chi _{k}^{2}}                        | {\displaystyle (1-2it)^{-k/2}}                              |
| Cauchyho rozdělení {\displaystyle C(\mu ,\theta )}                | {\displaystyle e^{it\mu -\theta \|t\|}}                     |
| Gama rozdělení {\displaystyle \Gamma (k,\theta )}                 | {\displaystyle (1-it\theta )^{-k}}                          |
| Exponenciální rozdělení {\displaystyle Exp(\lambda )}             | {\displaystyle (1-it\lambda ^{-1})^{-1}}                    |
| Mnohorozměrné normální rozdělení {\displaystyle N(\mu ,\Sigma )}  | {\displaystyle e^{it^{T}\mu -{\frac {1}{2}}t^{T}\Sigma t}}  |
| Mnohorozměrné Cauchyova rozdělení {\displaystyle C(\mu ,\Sigma )} | {\displaystyle e^{it^{T}\mu -{\sqrt {t^{T}\Sigma t}}}}      |